# Lygomusotima stria
Lygomusotima stria is een vlinder uit de familie van de grasmotten (Crambidae). De wetenschappelijke naam van de soort is voor het eerst gepubliceerd in 2004 door Maria Alma Solis en Shen-Horn Yen.
De voorvleugellengte varieert van 5 tot 7 millimeter.

## Verspreiding
De soort komt voor in Singapore, Thailand, West-Maleisië, Zuid-Kalimantan (Indonesië) en de Filipijnen.

## Waardplanten
De rups leeft op Lygodium microphyllum (Schizaeaceae).